# Hydrotaea longitarsis
Hydrotaea longitarsis är en tvåvingeart som beskrevs av Fritz Isidore van Emden 1943. Hydrotaea longitarsis ingår i släktet Hydrotaea och familjen husflugor. Inga underarter finns listade i Catalogue of Life.